# Седан
Седан (фр. Sedan) град је у Француској, у департману Ардени, близу границе са Белгијом.
По подацима из 1999. године број становника у месту је био 20.548.

## Демографија
| 1962.  | 1968.  | 1975.  | 1982.  | 1990.  | 1999.  | 2006.  | 2011.  |
| ------ | ------ | ------ | ------ | ------ | ------ | ------ | ------ |
| 20.336 | 23.837 | 25.995 | 24.977 | 22.667 | 20.548 | 19.934 | 18.512 |

## Партнерски градови
- Ајзенах